# Polaryzacja grupowa
Polaryzacja grupowa – to tendencja grup do podejmowania decyzji, które są bardziej skrajne niż początkowe upodobania czy skłonności członków. Jej działanie można zaobserwować np. w decyzjach ławy przysięgłych, którzy po dyskusji byli skłonni wydać wyrok znacznie wyższy lub znacznie niższy, niż którykolwiek z nich proponował przed debatą. 
Autorem pojęcia jest James Stoner, który zauważył, że grupy są skłonne bardziej ryzykować niż jej pojedynczy członkowie. Jest to odkrycie sprzeczne z intuicją, która podpowiada, że dwie osoby powinny podejmować decyzje bardziej racjonalne i wyważone niż jedna ("co dwie głowy to nie jedna").

## Objawy
Polaryzacja grupowa objawia się na trzy sposoby:
- Grupy podejmują decyzje bardziej krańcowe niż pojedynczy jej członkowie
- Jeśli opinie członków grupy na początku są podobne, to pod wpływem dyskusji i wymiany zdań wewnątrz grupy stają się bardziej ekstremalne
- Rywalizacja między grupami jest silniejsza niż rywalizacja pomiędzy pojedynczymi jej członkami (np. grupy kibiców posuwają się do bardziej chuligańskich działań, niż zrobiłby to każdy z członków grupy z osobna).

## Interpretacja
Polaryzacja grupowa była różnie wyjaśniana. Początkowo (lata sześćdziesiąte i siedemdziesiąte XX w.) odwoływano się do mechanizmu rozpraszania odpowiedzialności. Ludzie w grupie czują się bardziej anonimowi, toteż pozwalają sobie na mniej odpowiedzialne, mniej moralne i bardziej skrajne działania. Eksperymenty pokazały jednak, że ta interpretacja jest błędna. Nie tłumaczyła ona także, dlaczego w pewnych warunkach grupy podejmują bardziej asekuracyjne działania, niż zrobiliby to ich członkowie. 
Odwoływano się także do mechanizmu zaangażowania. Członkowie grupy mieli (np. pod wpływem dyskusji i wymiany informacji) coraz bardziej angażować się w pierwotną postawę, co przesuwało ją ku skrajności. Okazało się jednak, że i ta hipoteza nie jest poparta przez eksperymenty. Wystarczy bowiem, aby członkowie grupy jedynie wysłuchali tego, co mają do powiedzenia inni, aby podejmować bardziej krańcowe decyzje.
Obecnie tłumaczy się zjawisko polaryzacji grupowej w ramach teorii:
- Porównań społecznych i autowaloryzacji. Zwykle ludzie są przekonani, że ich poglądy są słuszne (powszechnie przyjmowane) i jednocześnie nieco lepsze niż reszty ludzi (zobacz szerzej: autowaloryzacja). Poznając poglądy innych ludzi przekonują się, że niektórzy z nich są bardziej radykalni, co prowadzi do przekonania, że nie jest się "dość dobrym" i w efekcie do przesunięcia własnego poglądu ku skrajności. Na przykład gdy jest się raczej za usunięciem obcokrajowców z kraju (lub artykułu na SdU), to bardziej radykalny pogląd (np. wydalmy obcokrajowców w tym roku!) prowadzi do poczucia, że się jest nie dość określonym i w efekcie do radykalizacji własnej postawy.
- Perswazji. W trakcie wymiany informacji badani uzyskują nowe argumenty do wsparcia swoich pierwotnych przekonań i jednocześnie wzajemnego utwierdzania się w słuszności (zobacz też: społeczny dowód słuszności). To ekstremizuje postawy. Ten mechanizm wyjaśnia większą ilość danych empirycznych.